# Rudolf Neumar
Rudolf Neumar (* 29. April 1919 in Bamberg; † 15. April 1972 in München) war ein deutscher Jurist.

## Leben
Neumar begann nach seinem Abitur im Jahr 1937 das Studium der Rechtswissenschaften an der Ruprecht-Karls-Universität Heidelberg, das er erst nach mehrjähriger Unterbrechung durch Kriegsdienst und Kriegsgefangenschaft 1946 an der Universität Erlangen fortsetzen konnte, wo er 1949 auch promoviert wurde. Während seines Studiums wurde er 1949 Mitglied der Studentenverbindung K.D.St.V. Fredericia Bamberg im CV. Er legte die beiden juristischen Staatsprüfungen ab und trat 1950 in den bayerischen Justizdienst ein. 1951 kam er an das Deutsche Patentamt in München. Von 1958 bis 1961 war er wissenschaftlicher Mitarbeiter am Bundesgerichtshof und wurde nach Gründung des Bundespatentgerichts dort Senatsrat, 1970 Senatspräsident und schließlich am 18. Juli 1971 dessen Präsident. Rudolf Neumar war verheiratet, lebte in München, wo er nach neun Monaten im Amt am 15. April 1972 an einem Herzleiden starb.